# Diócesis de Des Moines
La diócesis de Des Moines (en latín: Dioecesis Desmoinensis y en inglés: Roman Catholic Diocese of Des Moines) es una circunscripción eclesiástica de la Iglesia católica en Estados Unidos. Se trata de una diócesis latina, sufragánea de la arquidiócesis de Dubuque. Desde el 18 de julio de 2019 su obispo es William Michael Joensen.

## Territorio y organización

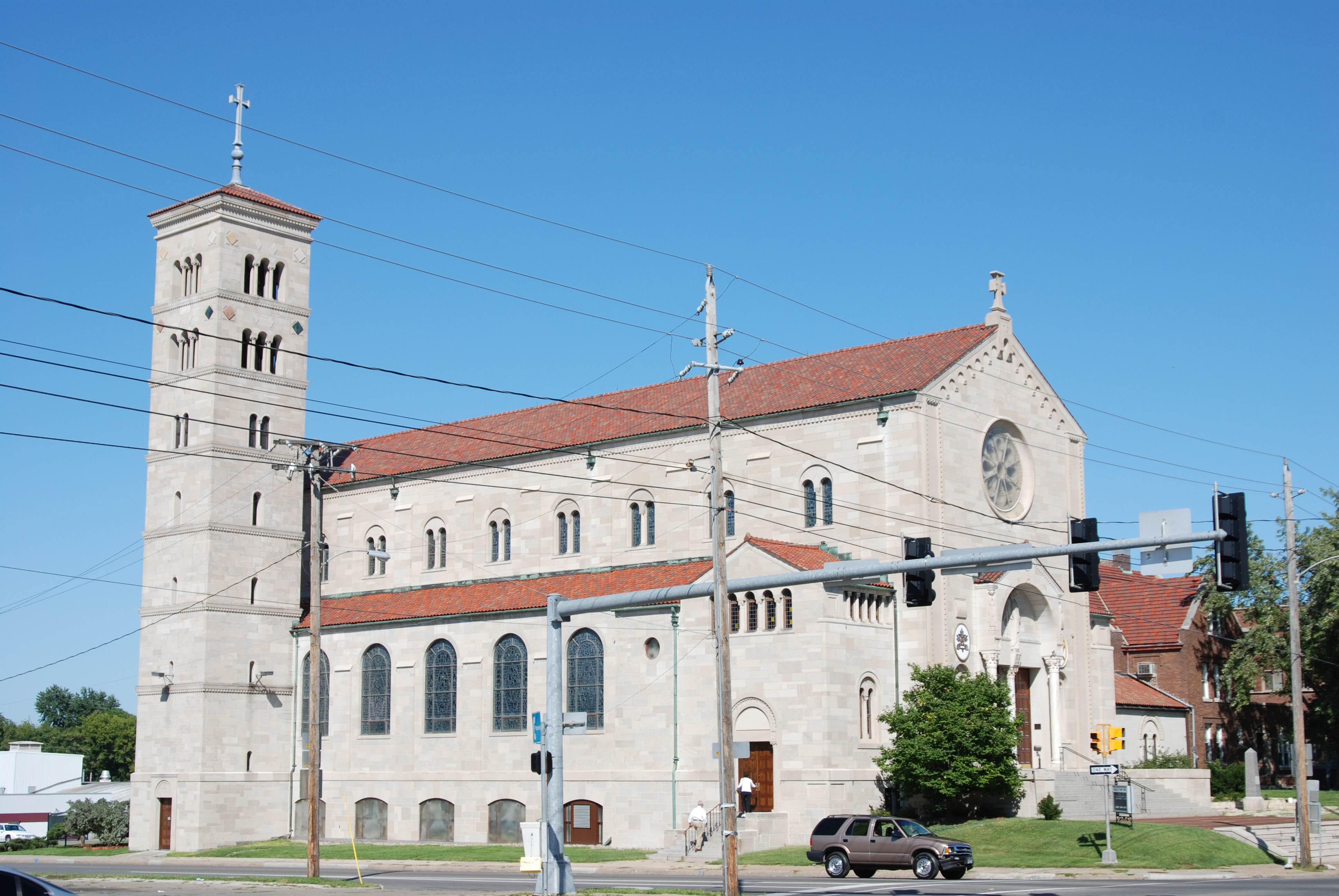
Basílica de San Juan Apóstol, en Des Moines

La diócesis tiene 32 235 km² y extiende su jurisdicción sobre los fieles católicos de rito latino residentes en 23 condados del estado de Iowa: Adair, Adams, Audubon, Cass, Clarke, Dallas, Decatur, Fremont, Guthrie, Harrison, Lucas, Madison, Mills, Montgomery, Page, Polk, Pottawattamie, Ringgold, Shelby, Taylor, Union, Warren y Wayne.
La sede de la diócesis se encuentra en la ciudad de Des Moines, en donde se halla la Catedral de San Ambrosio y la basílica de San Juan Apóstol.
En 2021 en la diócesis existían 80 parroquias.

## Historia
La diócesis fue erigida el 12 de agosto de 1911, obteniendo el territorio de la diócesis de Davenport.
El 22 de junio de 1956, con la carta apostólica Memorandus erit, el papa Pío XII proclamó a la Santísima Virgen María patrona principal de la diócesis, y a san Pío X patrono secundario.

## Estadísticas
Según el Anuario Pontificio 2022 la diócesis tenía a fines de 2021 un total de 154 150 fieles bautizados.
| Año                                                                             | Población            | Población | Población      | Sacerdotes | Sacerdotes    | Sacerdotes    | Bautizados por sacerdote | Diáconos permanentes | Religiosos | Religiosos | Parroquias |
| Año                                                                             | Bautizados católicos | Total     | % de católicos | Total      | Clero secular | Clero regular | Bautizados por sacerdote | Diáconos permanentes | Varones    | Mujeres    | Parroquias |
| ------------------------------------------------------------------------------- | -------------------- | --------- | -------------- | ---------- | ------------- | ------------- | ------------------------ | -------------------- | ---------- | ---------- | ---------- |
| 1950                                                                            | 48 053               | 598 551   | 8.0            | 134        | 113           | 21            | 358                      |                      | 33         | 322        | 67         |
| 1966                                                                            | 78 576               | 630 890   | 12.5           | 149        | 140           | 9             | 527                      |                      | 6          | 323        | 95         |
| 1970                                                                            | 80 530               | 631 111   | 12.8           | 133        | 125           | 8             | 605                      |                      | 9          | 251        | 70         |
| 1976                                                                            | 78 813               | 626 000   | 12.6           | 126        | 119           | 7             | 625                      | 15                   | 7          | 210        | 88         |
| 1980                                                                            | 80 427               | 634 000   | 12.7           | 124        | 121           | 3             | 648                      | 16                   | 3          | 205        | 84         |
| 1990                                                                            | 93 779               | 689 000   | 13.6           | 111        | 108           | 3             | 844                      | 42                   | 4          | 160        | 85         |
| 1999                                                                            | 99 224               | 671 091   | 14.8           | 124        | 114           | 10            | 800                      | 61                   | 4          | 113        | 87         |
| 2000                                                                            | 95 596               | 671 091   | 14.2           | 120        | 112           | 8             | 796                      | 61                   | 13         | 106        | 85         |
| 2001                                                                            | 95 263               | 671 091   | 14.2           | 110        | 101           | 9             | 866                      | 62                   | 14         | 106        | 86         |
| 2002                                                                            | 97 306               | 671 091   | 14.5           | 109        | 98            | 11            | 892                      | 73                   | 17         | 102        | 85         |
| 2003                                                                            | 100 825              | 742 190   | 13.6           | 106        | 95            | 11            | 951                      | 73                   | 14         | 91         | 83         |
| 2004                                                                            | 97 628               | 748 153   | 13.0           | 100        | 89            | 11            | 976                      | 70                   | 16         | 91         | 84         |
| 2006                                                                            | 91 347               | 742 190   | 12.3           | 93         | 83            | 10            | 982                      | 58                   | 13         | 81         | 82         |
| 2016                                                                            | 113 797              | 861 033   | 13.2           | 99         | 93            | 6             | 1149                     | 90                   | 6          | 55         | 80         |
| 2019                                                                            | 110 350              | 898 915   | 12.3           | 109        | 103           | 6             | 1012                     | 105                  | 6          | 48         | 80         |
| 2021                                                                            | 154 150              | 904 037   | 17.1           | 103        | 97            | 6             | 1496                     | 105                  | 6          | 42         | 80         |
| Fuente: Catholic-Hierarchy, que a su vez toma los datos del Anuario Pontificio. |                      |           |                |            |               |               |                          |                      |            |            |            |

### Escuelas secundarias
- Dowling Catholic High School, West Des Moines
- Saint Albert High School, Council Bluffs

## Episcopologio
- Austin Dowling † (31 de enero de 1912-31 de enero de 1919 nombrado arzobispo de Saint Paul)
- Thomas William Drumm † (28 de marzo de 1919-24 de octubre de 1933 falleció)
- Gerald Thomas Bergan † (24 de marzo de 1934-7 de febrero de 1948 nombrado arzobispo de Omaha)
- Edward Celestin Daly, O.P. † (13 de marzo de 1948-23 de noviembre de 1964 falleció)
- George Joseph Biskup † (30 de enero de 1965-20 de julio de 1967 nombrado arzobispo coadjutor de Indianápolis[nota 1])
- Maurice John Dingman † (2 de abril de 1968-14 de octubre de 1986 renunció)
- William Henry Bullock † (10 de febrero de 1987-13 de abril de 1993 nombrado obispo de Madison)
- Joseph Leo Charron, C.PP.S. (12 de noviembre de 1993-10 de abril de 2007 renunció)
- Richard Edmund Pates (10 de abril de 2008-18 de julio de 2019 retirado)
- William Michael Joensen, desde el 18 de julio de 2019